# 2010 au cinéma
| Années du cinéma : 2007 - 2008 - 2009 - 2010 - 2011 - 2012 - 2013    |
| Décennies du cinéma : 1980 - 1990 - 2000 - 2010 - 2020 - 2030 - 2040 |

Cet article présente les faits marquants de l'année 2010 au cinéma.

## Événements
- 4 juillet 2010, James Cameron, le réalisateur du film Titanic, préside (en présence de son épouse, Suzy Amis, et de plus de cent invités, dont Frances Fisher, Shirley MacLaine et Tom Arnold) la fête du centième anniversaire de naissance de Gloria Stuart, celle qui demeure la « Rose du Titanic » et la personne ayant été mise en nomination pour un Oscar à l'âge le plus avancé jusque-là (87 ans en 1997).
- Le film Avatar réalisé par James Cameron détrône son propre film Titanic de sa première place mondiale, en dépassant les 2,4 milliards de dollars de recette dans le monde[1]. En France, les entrées dépassent les 13,8 millions[2].
- 30 janvier : Kathryn Bigelow est la première femme à recevoir le Directors Guild of America Award[3] ainsi que l'Oscar de la meilleure réalisation.

## Festivals

### Berlinale
- Le 60e festival s'est déroulé du 11 au 21 février 2010. Le réalisateur allemand Werner Herzog fut président du jury. C'est le film Miel du réalisateur turc Semih Kaplanoğlu qui remporta l'Ours d'or du meilleur film.

### Festival de Cannes
- Le 63e Festival s'est tenu du 12 au 23 mai 2010[4]. Le jury a été présidé par le réalisateur américain Tim Burton[5]. Le film  Robin des Bois de Ridley Scott a été présenté en ouverture et L'Arbre de Julie Bertuccelli en clôture. Kristin Scott Thomas fut la maîtresse de cérémonie. Pour la première fois dans l'histoire de la manifestation, un film thaïlandais obtient la Palme d'or : Oncle Boonmee, celui qui se souvient de ses vies antérieures (Lung Boonmee raluek chat) d'Apichatpong Weerasethakul.

### Mostra de Venise
- La 67e Mostra de Venise s'est tenue du 1er au 11 septembre 2010. Le président du jury était le réalisateur américain Quentin Tarantino. C'est le film Somewhere de Sofia Coppola qui a remporté le Lion d'or.

### Festival International du Film de Toronto
- Le 35e Festival du film de Toronto s'est tenu du 9 au 19 septembre 2010.

### Autres festivals
- 19 au 24 janvier :  13e festival international du film de comédie de l'Alpe d'Huez[6], présidé par Clovis Cornillac[7]. (Palmarès 2010)
- 21 au 31 janvier :  festival du film de Sundance[8].
- 22 au 31 janvier :  22e festival Premiers plans d'Angers[9], présidé par Lucas Belvaux et Matthias Luthardt (Palmarès 2010)
- 23 au 30 janvier :  11e Festival national du film de Tanger[10]
- 27 au 31 janvier :  17e festival international du film fantastique de Gérardmer (ex Fantastic'Arts)[11]. (Palmarès 2010)
- 29 janvier au 6 février :  32e festival international du court-métrage de Clermont-Ferrand[12]. (Palmarès 2010)
- 2 au 9 mars :  18e festival Ciné Rail à Paris[13]
- 10 au 14 mars :  12e festival du film asiatique de Deauville[14].
- 13 au 20 mars : 24e Festival international de films de Fribourg (FIFF).
- 15au 20 mars : 11e Festival international du film d'Aubagne Music & Cinema[15].
- 2 au 11 avril :  32e festival international de films de femmes de Créteil[16].
- 8 au 11 avril :  2e festival international du film policier de Beaune, présidé par Olivier Marchal[17]
- 19 au 25 avril : - 15e Col-Coa de Los Angeles[18]
- 7 au 12 juin :  34e festival international du film d'animation d'Annecy[19].
- 7 au 26 juin :  32e festival international du film de Moscou.
- 17 au 27 juin :  16e festival du film indépendant de Los Angeles[20].
- 24 au 27 juin :  4e Sexy International Film Festival se déroulant à Paris, au Cinéma Grand Action, au Yono Bar et au Nouveau Latina[21].
- 3 au 13 juillet :  8e festival Paris Cinéma[22].
- 4 au 9 juillet :  10e Festival international du film fantastique de Neuchâtel
- 4 au 14 août :  63e festival du film de Locarno.
- 26 août au 6 septembre :  34e festival des films du monde de Montréal[23].
- 3 au 12 septembre :  36e festival du cinéma américain de Deauville[24].
- 14 au 19 septembre :  3e festival européen du film fantastique de Strasbourg[25].
- 7 au 25 septembre :  58e festival international du film de Saint-Sébastien.
- 1er au 8 octobre :  25e festival international du film francophone de Namur.
- 4 au 10 octobre :  2e Festival Lumière à Lyon ;
- 7 au 15 octobre :  15e festival international du film de Pusan[26].
- 12 octobre :  début du 1er Another Experiment by Women Film Festival
- 26 octobre au 31 octobre :  1re Samain du cinéma fantastique[27].
- 2 novembre au 7 novembre :  37e Festival International du Film Indépendant de Bruxelles. "Le meilleur film" est attribué à Donor, film philippin de Mark Meily, qui a aussi remporté le prix de la meilleure actrice pour Meryll Soriano. La meilleure interprétation masculine revient à Hassan Mrad, pour le film Que Vienne la Pluie. La meilleure réalisation est attribuée à Rigoberto Perezcano, pour Norteado. Les Secrets, de Raja Amari, remporte quant à lui le prix spécial du jury et le prix du film de demain.
- 17 au 28 novembre :  21e festival international du film de Stockholm[28].
- 20 au 28 novembre :  25e festival international du film de Mar del Plata.
- 24 novembre au 28 novembre :  18e Festival du cinéma russe à Honfleur : Grand prix : L'Affrontement (Край), 2010, d'Alekseï Outchitel
- 03 au 11 décembre :  10e festival international du film de Marrakech.

## Récompenses

### Oscars
- La 82e cérémonie des Oscars se déroule le 7 mars au Kodak Theater sur Hollywood Boulevard[29]. La soirée est animée par Steve Martin et Alec Baldwin. Le film Démineurs sort grand gagnant de la soirée avec six statuettes remportées dont celle du meilleur film.

### César
- La 35e cérémonie des César se déroule le 27 février au théâtre du Châtelet à Paris et est présidée par Marion Cotillard. La soirée est animée par Valérie Lemercier et Gad Elmaleh[30]. Un prophète remporte neuf trophées dont celui du meilleur film.

### Autres récompenses
- La remise des 36e People's Choice Awards s'est déroulée le 6 janvier 2010 au Nokia Theatre à Los Angeles et est animée par Queen Latifah[31]. Twilight est élu film favori par le public.
- La remise des prix Lumières s'est déroulée le 15 janvier 2010 à Paris. Welcome de Philippe Lioret est sacré meilleur film.
- La 67e cérémonie des Golden Globes, animée par Ricky Gervais, s'est déroulée le 17 janvier 2010 au Beverly Hilton Hotel à Beverly Hills. Avatar de James Cameron remporte le prix du meilleur film dramatique alors que Very Bad Trip gagne celui de la meilleure comédie.
- La remise des 16e SAG Awards[32] s'est déroulée le 23 janvier 2010[33] au Shrine Exposition Center à Los Angeles. Le film Inglourious Basterds de Quentin Tarantino reçoit le prix de la meilleure distribution.
- La remise des 62e DGA Awards[34] s'est déroulée le 30 janvier 2010 au Hyatt Regency Century Plaza à Los Angeles. Le prix de la meilleure réalisation pour un long métrage est remis à Kathryn Bigelow[35] pour Démineurs, faisant d'elle la première femme à recevoir cette distinction[3].
- La 24e édition des Goyas s'est déroulée le 14 février 2010[36] à Madrid.  Cellule 211 de Daniel Monzón décroche huit prix[37].
- La remise des 62e WGA Awards[38] s'est déroulée le 20 février 2010 au Hudson Theatre[38] de New York. (Palmarès 2010¨)
- La 63e cérémonie des BAFTA Awards, animée par Jonathan Ross, s'est tenue le 21 janvier 2010 au Royal Opera House de Londres. Démineurs de Kathryn Bigelow remporte six prix incluant celui du meilleur film.
- Les 25es  Independent Spirit Awards, animés par Eddie Izzard, se sont tenus le 5 mars 2010 à Los Angeles. Precious: Based on the Novel Push by Sapphire rafle cinq statuettes dont celle du meilleur film.
- La 12e soirée des Jutra, animée par Patrice L'Écuyer, s'est déroulée le 28 mars 2010 à la  Tohu  à Montréal. J'ai tué ma mère de Xavier Dolan est couronné meilleur film.
- La remise des 30e prix Génie s'est déroulée le 12 avril 2010 à Toronto. Le film  Polytechnique   de Denis Villeneuve remporte neuf prix dont celui du meilleur film.
- La 60e édition des  Deutscher Filmpreis s'est déroulée le 23 avril 2010 à Berlin. Le ruban blanc de Michael Haneke a été sacré meilleur film.
- Le prix Romy-Schneider s'est vu attribuer à l'actrice québécoise Marie-Josée Croze.

## Meilleurs films de l'année selon la presse

### Cahiers du cinéma(France)
1. Oncle Boonmee, celui qui se souvient de ses vies antérieures d'Apichatpong Weerasethakul
2. Bad Lieutenant : Escale à La Nouvelle-Orléans de Werner Herzog
3. Film Socialisme de Jean-Luc Godard
4. Toy Story 3 de Lee Unkrich
5. Fantastic Mr. Fox de Wes Anderson
6. A Serious Man de Joel Coen et Ethan Coen
7. Mourir comme un homme de João Pedro Rodrigues
8. The Social Network de David Fincher
9. Chouga de Darezhan Omirbaev
10. Mother de Bong Joon-ho

### Les Inrockuptibles(France)
1. Mystères de Lisbonne de Raúl Ruiz
2. Oncle Boonmee, celui qui se souvient de ses vies antérieures d'Apichatpong Weerasethakul
3. The Ghost Writer de Roman Polanski
4. Film Socialisme de Jean-Luc Godard
5. Mourir comme un homme de João Pedro Rodrigues
6. Bad Lieutenant : Escale à La Nouvelle-Orléans de Werner Herzog
7. The Social Network de David Fincher
8. Policier, adjectif de Corneliu Porumboiu
9. La Vie au ranch de Sophie Letourneur
10. ex aequo
Sexy Dance 3D de Jon Chu
Kaboom de Gregg Araki

### Télérama(France)
1. The Social Network de David Fincher
2. Bright Star de Jane Campion
3. Mystères de Lisbonne de Raoul Ruiz
4. The Ghost Writer de Roman Polanski
5. Another Year de Mike Leigh
6. Poetry de Lee Chang-dong
7. Des hommes et des dieux de Xavier Beauvois
8. Tournée de Mathieu Amalric
9. Fantastic Mr. Fox de Wes Anderson
10. White Material de Claire Denis

### Sight & Sound(Grande-Bretagne)
1. The Social Network de David Fincher
2. Oncle Boonmee, celui qui se souvient de ses vies antérieures d'Apichatpong Weerasethakul
3. Another Year de Mike Leigh
4. Carlos d'Olivier Assayas
5. The Arbor de Clio Barnard
6. ex aequo 
Winter's Bone de Debra Granik
I Am Love de Luca Guadagnino
7. ex aequo 
Autobiografia lui Nicolae Ceaușescu d'Andrei Ujică
Film Socialisme de Jean-Luc Godard
Nostalgia for the Light de Patricio Guzmán
Poetry de Lee Chang-dong
Un prophète de Jacques Audiard

## Principales sorties en salles en France

### Premier trimestre
| Sortie à Paris | Titre                               | Pays       | Réalisateur                        | Distribution                                                                   |
| -------------- | ----------------------------------- | ---------- | ---------------------------------- | ------------------------------------------------------------------------------ |
| 13 janvier     | Invictus                            | États-Unis | Clint Eastwood                     | Morgan Freeman, Matt Damon                                                     |
| 20 janvier     | A Serious Man                       | États-Unis | Joel Coen Ethan Coen               | Michael Stuhlbarg, Richard Kind                                                |
| 20 janvier     | Gainsbourg, vie héroïque            | France     | Joann Sfar                         | Éric Elmosnino, Lucy Gordon, Lætitia Casta, Anna Mouglalis                     |
| 3 février      | La Révélation                       | États-Unis | Hans-Christian Schmid              | Kerry Fox, Anamaria Marinca                                                    |
| 3 février      | Sherlock Holmes                     | États-Unis | Guy Ritchie                        | Robert Downey Jr., Jude Law, Rachel McAdams                                    |
| 10 février     | Air Doll                            | Japon      | Hirokazu Kore-eda                  | Bae Doona, Arata, Itao Itsuji                                                  |
| 10 février     | Lovely Bones                        | États-Unis | Peter Jackson                      | Stanley Tucci, Mark Wahlberg, Rachel Weisz                                     |
| 10 février     | Nine                                | États-Unis | Rob Marshall                       | Daniel Day-Lewis, Marion Cotillard, Penélope Cruz, Nicole Kidman, Sophia Loren |
| 10 février     | Planète 51                          |            | Jorge Blanco                       | Voix : The Rock, Jessica Biel                                                  |
| 10 février     | Takers                              | États-Unis | John Luessenhop                    | Matt Dillon, Idris Elba                                                        |
| 10 février     | Wolfman                             | États-Unis | Joe Johnston                       | Benicio del Toro, Emily Blunt, Anthony Hopkins                                 |
| 17 février     | Fantastic Mr. Fox                   | États-Unis | Wes Anderson                       | Voix : George Clooney, Meryl Streep                                            |
| 17 février     | From Paris with Love                | États-Unis | Pierre Morel                       | John Travolta, Jonathan Rhys-Meyers                                            |
| 17 février     | Percy Jackson : Le Voleur de foudre | États-Unis | Chris Columbus                     | Logan Lerman, Brandon T. Jackson                                               |
| 24 février     | Liberté                             | France     | Tony Gatlif                        | Marc Lavoine,                                                                  |
| 24 février     | Shutter Island                      | États-Unis | Martin Scorsese                    | Leonardo DiCaprio, Max von Sydow                                               |
| 3 mars         | Amelia                              | États-Unis | Mira Nair                          | Hilary Swank, Richard Gere                                                     |
| 3 mars         | Chloé                               | États-Unis | Atom Egoyan                        | Julianne Moore, Liam Neeson                                                    |
| 3 mars         | L'Arbre et la Forêt                 | France     | Olivier Ducastel Jacques Martineau | Françoise Fabian, Guy Marchand                                                 |
| 10 mars        | La Rafle                            | France     | Roselyne Bosch                     | Gad Elmaleh, Jean Reno                                                         |
| 10 mars        | Le Guerrier silencieux              | Denmark    | Nicolas Winding Refn               | Mads Mikkelsen, Maarten Steven                                                 |
| 10 mars        | Thérapie de couples                 | États-Unis | Peter Billingsley                  | Vince Vaughn, Jon Favreau                                                      |
| 17 mars        | Mytho-Man                           | États-Unis | Ricky Gervais Matt Robinson        | Ricky Gervais, Jennifer Garner, Rob Lowe                                       |
| 17 mars        | Légion                              | États-Unis | Scott Charles Stewart              | Paul Bettany, Lucas Black                                                      |
| 17 mars        | Top Cops                            | États-Unis | Kevin Smith                        | Bruce Willis, Tracy Morgan                                                     |
| 24 mars        | Alice au pays des merveilles        | États-Unis | Tim Burton                         | Mia Wasikowska, Johnny Depp                                                    |
| 24 mars        | Tout ce qui brille                  | France     | Géraldine Nakache Hervé Mimran     | Géraldine Nakache, Leïla Bekhti                                                |
| 31 mars        | Dragons                             | États-Unis | Chris Sanders Dean DeBlois         | Voix : Gerard Butler, Jay Baruchel                                             |
| 31 mars        | My Own Love Song                    | États-Unis | Olivier Dahan                      | Renée Zellweger, Forest Whitaker                                               |
|                |                                     |            |                                    |                                                                                |

### Deuxième trimestre
| Sortie à Paris | Titre                                           | Pays                     | Réalisateur                       | Distribution                                                                   |  |
| -------------- | ----------------------------------------------- | ------------------------ | --------------------------------- | ------------------------------------------------------------------------------ |  |
| 7 avril        | Le Choc des Titans                              |                          | Louis Leterrier                   | Sam Worthington, Gemma Arterton                                                |  |
| 14 avril       | Les Aventures extraordinaires d'Adèle Blanc-Sec |                          | Luc Besson                        | Louise Bourgoin, Gilles Lellouche                                              |  |
| 14 avril       | Green Zone                                      | États-Unis               | Paul Greengrass                   | Matt Damon, Amy Ryan                                                           |  |
| 14 avril       | New York, I Love You                            | États-Unis               | Fatih Akın, Yvan Attal, Mira Nair | Shia LaBeouf, Natalie Portman, Hayden Christensen, Blake Lively, Orlando Bloom |  |
| 21 avril       | Kick-Ass                                        | États-Unis · Royaume-Uni | Matthew Vaughn                    | Nicolas Cage                                                                   |  |
| 21 avril       | Valentine's Day                                 |                          | Garry Marshall                    | Julia Roberts, Anne Hathaway                                                   |  |
| 21 avril       | Wall Street : L'argent ne dort jamais           |                          | Oliver Stone                      | Michael Douglas, Shia LaBeouf,Eli Wallach                                      |  |
| 21 avril       | Camping 2                                       | France                   | Fabien Onteniente                 | Franck Dubosc, Richard Anconina, Claude Brasseur                               |  |
| 28 avril       | Iron Man 2                                      | États-Unis d'Amérique    | Jon Favreau                       | Robert Downey Jr., Don Cheadle                                                 |  |
| 5 mai          | L'amour c'est mieux à deux                      | France                   | Dominique Farrugia Arnaud Lemort  | Manu Payet                                                                     |  |
| 5 mai          | Fée malgré lui                                  | États-Unis               | Michael Lembeck                   | The Rock, Ashley Judd, Julie Andrews                                           |  |
| 12 mai         | Freddy : Les Griffes de la nuit                 | États-Unis               | Samuel Bayer                      | Jackie Earle Haley, Kyle Gallner                                               |  |
| 19 mai         | Robin des Bois                                  | États-Unis               | Ridley Scott                      | Russell Crowe, William Hurt                                                    |  |
| 26 mai         | Prince of Persia : Les Sables du Temps          | États-Unis               | Mike Newell                       | Jake Gyllenhaal, Gemma Arterton                                                |  |
| 26 mai         | Une nuit au cirque 3D                           | France                   | Olivier Kauffer, Fabien Remblier  |                                                                                |  |
| Juin           | 13                                              | États-Unis               | Géla Babluani                     | Mickey Rourke, Jason Statham, Ray Liotta                                       |  |
| 2 juin         | Sex and the City 2                              | États-Unis               | Michael Patrick King              | Sarah Jessica Parker, Kim Cattrall                                             |  |
| 16 juin        | L'Illusionniste                                 |                          | Sylvain Chomet                    |                                                                                |  |
| 16 juin        | Fatal                                           | France                   | Michaël Youn                      | Michaël Youn, Vincent Desagnat                                                 |  |
| 16 juin        | L'Agence tous risques                           | États-Unis               | Joe Carnahan                      | Bradley Cooper, Liam Neeson                                                    |  |
| 18 juin        | Toy Story 3                                     | États-Unis               | Lee Unkrich                       | Tom Hanks, Tim Allen, John Ratzenberger                                        |  |
| 23 juin        | Trop belle !                                    | États-Unis               | Jim Field Smith                   | Jay Baruchel, Alice Eve, T. J. Miller                                          |  |
| 30 juin        | Shrek 4                                         | États-Unis               | Mike Mitchell                     | Mike Myers, Eddie Murphy, Cameron Diaz                                         |  |
| 30 juin        | Tournée                                         | France                   | Mathieu Amalric                   | Mathieu Amalric et troupe de New Burlesque                                     |  |
|                |                                                 |                          |                                   |                                                                                |  |

### Troisième trimestre
| Sortie à Paris | Titre                                               | Pays                                                                                       | Réalisateur(s)                         | Distribution                                     |
| -------------- | --------------------------------------------------- | ------------------------------------------------------------------------------------------ | -------------------------------------- | ------------------------------------------------ |
| 14 juillet     | Nanny McPhee et le Big Bang                         | États-Unis                                                                                 | Susanna White                          | Emma Thompson, Maggie Gyllenhaal                 |
| 4 août         | Le Dernier Maître de l'air                          | États-Unis                                                                                 | M. Night Shyamalan                     | Noah Ringer, Jackson Rathbone                    |
| 11 août        | Le Voyage extraordinaire de Samy                    |                                                                                            | Ben Stassen                            | Elie Semoun, Dany Boon, Guillaume Gallienne      |
| 11 août        | Inception                                           | États-Unis                                                                                 | Christopher Nolan                      | Leonardo DiCaprio, Marion Cotillard              |
| 18 août        | Comme chiens et chats : La Revanche de Kitty Galore | États-Unis                                                                                 | Brad Peyton                            | Jeff Goldblum, Alec Baldwin                      |
| 18 août        | Expendables : Unité spéciale                        | États-Unis                                                                                 | Sylvester Stallone                     | Sylvester Stallone, Jason Statham, Jet Li        |
| 8 septembre    | Benda Bilili!                                       |                                                                                            | Renaud Barret et Florent de La Tullaye | Staff Benda Bilili                               |
| 22 septembre   | Resident Evil: Afterlife                            | Drapeau de l'Allemagne · Drapeau de la France · Drapeau du Canada · Drapeau des États-Unis | Paul W. S. Anderson                    | Milla Jovovich, Ali Larter, Wentworth Miller     |
| 29 septembre   | Chiens de paille                                    | États-Unis                                                                                 | Rod Lurie                              | James Marsden, Kate Bosworth                     |
| 29 septembre   | La Meute                                            |                                                                                            | Franck Richard                         | Émilie Dequenne, Benjamin Biolay, Yolande Moreau |
|                |                                                     |                                                                                            |                                        |                                                  |

### Quatrième trimestre
| Sortie à Paris | Titre                                              | Pays        | Réalisateur                         | Distribution                                                                   |
| -------------- | -------------------------------------------------- | ----------- | ----------------------------------- | ------------------------------------------------------------------------------ |
| 1er octobre    | Le Poil de la bête                                 | Québec      | Philippe Gagnon                     | Guillaume Lemay-Thivierge, Viviane Audet, Gilles Renaud, Antoine Bertrand      |
| 6 octobre      | Alpha et Oméga                                     | États-Unis  | Anthony Bell, Ben Gluck             | (Animation) Christina Ricci, Danny Glover, Dennis Hopper                       |
| 6 octobre      | Moi, moche et méchant                              | États-Unis  | Chris Renaud Pierre Coffin          | Steve Carell, Jason Segel, Kristen Wiig                                        |
| 13 octobre     | Arthur et la Guerre des deux mondes                | France      | Luc Besson                          | (Animation) Freddie Highmore, Mia Farrow, Robert Stanton                       |
| 13 octobre     | The Social Network                                 | États-Unis  | David Fincher                       | Jesse Eisenberg, Andrew Garfield, Justin Timberlake                            |
| 22 octobre     | Saw 3D : Chapitre final                            | États-Unis  | Kevin Greutert                      | Tobin Bell, Cary Elwes, Costas Mandylor, Betsy Russell                         |
| 27 octobre     | Le Royaume de Ga'hoole                             | États-Unis  | Zack Snyder                         | Jim Sturgess, David Wenham, Rachael Taylor                                     |
| 10 novembre    | Unstoppable                                        | États-Unis  | Tony Scott                          | Denzel Washington, Chris Pine                                                  |
| 10 novembre    | Potiche                                            | France      | François Ozon                       | Catherine Deneuve, Gérard Depardieu, Fabrice Luchini, Karin Viard              |
| 19 novembre    | Harry Potter et les Reliques de la Mort partie 1   | Royaume-Uni | David Yates                         | Daniel Radcliffe, Rupert Grint, Emma Watson                                    |
| 1er décembre   | Raiponce                                           | États-Unis  | Byron Howard Nathan Greno           | (Animation)                                                                    |
| 8 décembre     | Le Monde de Narnia : L'Odyssée du Passeur d'Aurore | États-Unis  | Michael Apted                       | Georgie Henley, Skandar Keynes, Ben Barnes                                     |
| 15 décembre    | Megamind                                           | États-Unis  | Tom McGrath                         | Brad Pitt, Ben Stiller, Jonah Hill                                             |
| 15 décembre    | Une vie de chat                                    | France      | Alain Gagnol et Jean-Loup Felicioli | (Animation) Dominique Blanc, Bruno Salomone, Jean Benguigui, Bernadette Lafont |
|                |                                                    |             |                                     |                                                                                |

## Principaux décès

### 1ertrimestre
Janvier 2010
- 1er janvier : Gilbert de Goldschmidt, 85 ans, producteur de film français[43] ;
- 5 janvier : Beverly Aadland, 69 ans, actrice américaine ;
- 8 janvier : Art Clokey, 88 ans, réalisateur américain, pionnier de l'animation à base de pâte à modeler[44] ;
- 11 janvier : Éric Rohmer, 89 ans, réalisateur français, figure majeure de la Nouvelle Vague[45] ;
- 11 janvier : Esther Gorintin, 96 ans, actrice française ;
- 14 janvier : Marika Rivera, 90 ans, actrice française ;
- 17 janvier : Erich Segal, 72 ans, scénariste et acteur américain ;
- 18 janvier : Ursula Vian-Kübler, 84 ans, danseuse et actrice française, seconde épouse de Boris Vian ;
- 21 janvier : Maxime Leroux, 58 ans, acteur français ;
- 22 janvier : Jean Simmons, 80 ans, actrice britannique ;
- 23 janvier : Roger Pierre, 86 ans, acteur et réalisateur français ;
- 27 janvier : Zelda Rubinstein, 76 ans, actrice américaine ;
- 31 janvier : David Brown, 93 ans, producteur de cinéma américain

Février 2010
- 1er février : Justin Mentell, 27 ans, acteur américain ;
- 3 février : Georges Wilson, 88 ans, comédien et metteur en scène français ;
- 3 février : John McCallum, 91 ans, acteur australien ;
- 4 février : Te Wei, 94 ans, illustrateur et réalisateur chinois ;
- 5 février : Ian Carmichael, 89 ans, acteur britannique ;
- 8 février : Anna Samokhina, 47 ans, actrice russe ;
- 8 février : Robert Hoy (en), 82 ans, acteur américain ;
- 13 février : Serge Sauvion, 80 ans, acteur français ;
- 13 février : Yvon Leroux, 80 ans, actrice québécoise ;
- 19 février : Lionel Jeffries, 83 ans, acteur, réalisateur et scénariste britannique ;
- 25 février : Andrew Koenig, 41 ans, acteur américain ;
- 27 février : Vladislav Galkine, 38 ans, acteur russe ;

Mars 2010
- 4 mars : Nan Martin, 82 ans, actrice américaine ;
- 6 mars : Marcel Simard, 64 ans, producteur de cinéma, scénariste, sociologue et cinéaste québécois ;
- 7 mars : Patrick Topaloff, 65 ans, animateur, acteur et chanteur français ;
- 8 mars : Mahama Johnson Traoré, 68 ans, réalisateur, scénariste et producteur de cinéma sénégalais ;
- 10 mars : Corey Haim, 38 ans, acteur, producteur et scénariste canadien ;
- 10 mars : Madeleine Marion, 80 ans, actrice française, pensionnaire de la Comédie-Française ;
- 14 mars : Peter Graves, 83 ans, acteur et réalisateur américain ;
- 18 mars : Fess Parker, 85 ans, acteur américain ;
- 31 mars : David Mills, 48 ans, scénariste américain ;

### 2etrimestre
Avril 2010
- 1er avril : John Forsythe, 92 ans, acteur américain ;
- 6 avril : Corin Redgrave, 70 ans, acteur britannique ;
- 7 avril : Christopher Cazenove, 64 ans, acteur britannique ;
- 9 avril : Anne Marilo, 85 ans, actrice française ;
- 10 avril : Janusz Zakrzeński, 74 ans, acteur polonais ;
- 10 avril : Dixie Carter, 70 ans, actrice américaine ;
- 12 avril : Werner Schroeter, 65 ans, metteur en scène de cinéma, de théâtre et d'opéra allemand ;
- 13 avril : Isabelle Caubère, 55 ans, actrice française ;
- 17 avril : Sotigui Kouyaté, acteur burkinabé ;
- 18 avril : Paul Bisciglia, acteur français ;

Mai 2010
- 2 mai : Lynn Redgrave, 67 ans, actrice britannique ;
- 29 mai : Dennis Hopper, 74 ans, acteur et réalisateur américain ;

Juin 2010
- 2 juin : Joseph Strick, 86 ans, réalisateur, monteur, scénariste et producteur américain[46] ;
- 21 juin : Mustapha Dao, 55 ans, réalisateur burkinabè [47] ;
- 26 juin : Aldo Giuffré, 86 ans, acteur italien

### 3etrimestre
Juillet 2010
- 10 juillet : Pierre Maguelon, 77 ans, acteur français.
- 16 juillet : James Gammon, 70 ans, acteur américain.
- 17 juillet : Bernard Giraudeau, 63 ans, acteur français.
- 18 juillet : Philippe Faure, 58 ans, acteur français.
- 19 juillet : Cécile Aubry, 81 ans, actrice française.
- 24 juillet : Georges Wod, 74 ans, acteur français.
- 24 juillet : Véronique Silver, 77 ans, actrice française de cinéma et de télévision.
- 27 juillet : Maury Chaykin, 61 ans, acteur canadien.
- 28 juillet : Raoul Billerey, 89 ans, acteur, cascadeur et maître d'armes français.
- 31 juillet : Philippe Avron, 81 ans, acteur français.
- 31 juillet : Tom Mankiewicz, 68 ans, scénariste, réalisateur et producteur de cinéma américain.
- 31 juillet : Suso Cecchi D'Amico, 96 ans, scénariste et actrice italienne.

Août 2010
- 7 août : Bruno Cremer, 84 ans, acteur français.
- 8 août : Patricia Neal, 84 ans, actrice américaine, oscar de la meilleure actrice en 1964.
- 29 août : Alain Corneau, 67 ans, réalisateur, scénariste et producteur français.
- 30 août : Pauline Lapointe, 60 ans, actrice québécoise.

Septembre 2010
- 5 septembre : David Dortort, 93 ans, scénariste et producteur de cinéma américain.
- 7 septembre : Clive Donner, 84 ans, réalisateur, monteur, producteur et scénariste britannique.
- 12 septembre : Claude Chabrol, 80 ans, réalisateur, scénariste, producteur et acteur français.
- 18 septembre : James Bacon, 96 ans, journaliste et acteur américain.
- 30 septembre : Tony Curtis, 85 ans, acteur et réalisateur américain.

### 4etrimestre
Octobre
- 6 octobre : Colette Renard, 85 ans, chanteuse et actrice française.
- 29 octobre : George Hickenlooper, 47 ans, réalisateur américain (° 25 mai 1963).
- 29 octobre : Bernard Musson, 85 ans, acteur français.

Novembre
- 5 novembre : Jill Clayburgh, 66 ans, actrice américaine.
- 11 novembre : Simone Valère, 89 ans, actrice française.
- 11 novembre : Dino De Laurentiis, producteur italien.
- 22 novembre : Julien Guiomar, 82 ans, acteur français.
- 27 novembre : Irvin Kershner, 87 ans, réalisateur américain.
- 28 novembre : Leslie Nielsen, 84 ans, acteur canadien.
- 29 novembre : Mario Monicelli, 95 ans, réalisateur italien.

Décembre
- 15 décembre : Blake Edwards, 88 ans, réalisateur américain.
- 27 décembre : Bernard-Pierre Donnadieu, 61 ans, acteur français